# Keldysh (Mondkrater)
Keldysh ist ein Einschlagkrater auf der nordöstlichen Mondvorderseite am östlichen Rand des Mare Frigoris. Im Kraterinneren befindet sich ein zirka 590 m hoher Zentralberg. Die Entstehungszeit des Kraters wird der spät-imbrischen Periode zugerechnet.
Der Krater wurde 1982 von der IAU nach dem sowjetischen Mathematiker Mstislaw Wsewolodowitsch Keldysch offiziell benannt.
Er war zuvor als Nebenkrater Hercules A des Kraters Hercules geführt.